# Zwartbronzen houtmetselbij
De zwartbronzen (hout)metselbij (Osmia niveata) is een vliesvleugelig insect uit de familie Megachilidae. De wetenschappelijke naam van de soort is gepubliceerd in 1804 door  Fabricius.